# ابن شجری
هبةالله بن علی حَسَنی شهرت‌یافته به ابن شجری (۱۰۵۸ - ۱۱۴۸م) پیشوای هاشمی (نقیب الطالبیین)، ادیب و شاعر عربی عراقی بود.
وی بخاطر آشنایی با ادبیات و شعر عرب قبل از اسلام معروف بود

## زندگی
ابن شجری در بغداد تحت حکومت سپاهیان خلافت فاطمی بدنیا آمد  که مدت کوتاهی قبل کنترل شهر را به دست گرفتند  بزودی سلجوقیان دوباره آن را تصرف کردند. او سید حسنی بود و از اینرو او را به شریف حسنی علوی نیز می شناختند. 
سیوطی شجره نامه مفصلی از ابن شجری را در کتاب تحف الادیب آورده است.
به نقل از ابن خلکان، ابن شجری در بغداد زبان و شعر را زیر نظر ابومعمر بن طباطبا آموخت. 
او بیشتر عمر خود را در الکرخ، منطقه ای در غرب بغداد گذراند. پس از پدرش به دفتر نقیب منصوب شد و به عنوان رئیس علیداء در آن منطقه عمل کرد.[2] او در سال‌های آخر عمر، وقت خود را وقف تدریس ادبیات در بغداد کرد و در کنار آثار ادبی خود مشتی شعر[3] سروده است. در میان شاگردان او بسیاری بودند که به علم خود شهرت یافتند، مانند ابوالبرکات الانباری، ابن خشاب بغدادی و التاج الکندی. وی در بغداد با جارالله زمخشری مصاحبت داشت.  
آثار انگشت شماری در علم نحو و لغت به او نسبت داده شده است، به ویژه کتاب الامالی (کتاب املا ها ). 
ابن شجری در بغداد درگذشت و او را در خانه خود در الکرخ به خاک سپردند.

## آثار
کتاب الامالی (کتاب املاء)
   تفسیر جمال ابن جنی
   تفسیر التصریف الملوکی
   حماسه